# Oxford Circus (Londons tunnelbana)
Oxford Circus tunnelbanestation under Oxford Circus i centrala London. Stationen är en stor knutpunkt för Bakerloo line, Central line och Victoria line och öppnade redan år 1900 på Central line, 1906 tillkom Bakerloo line samt slutligen 1969 Victoria line. Stationen är en av de mest trafikerade då den ligger under stora affärsgatan Oxford Street.

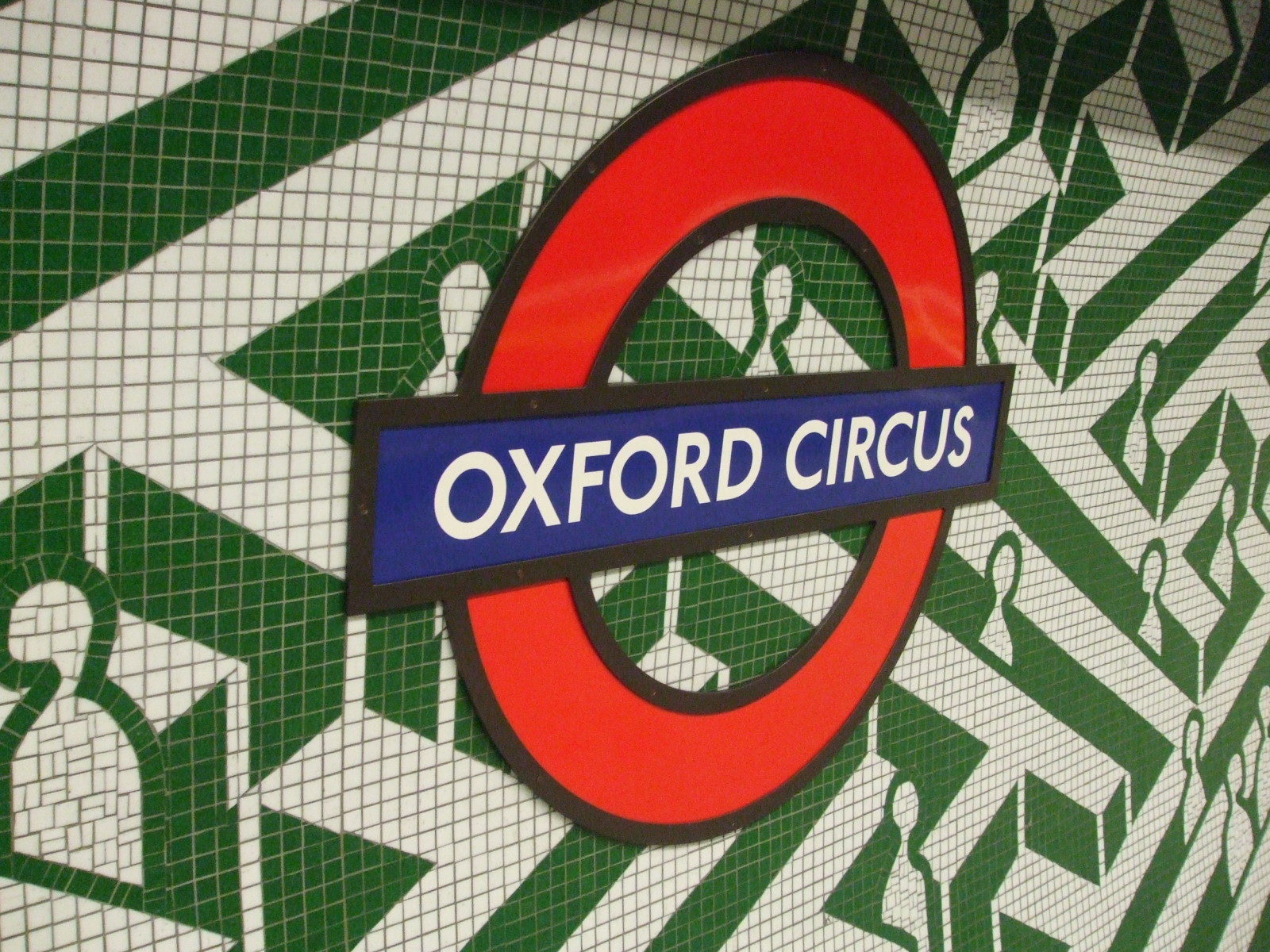
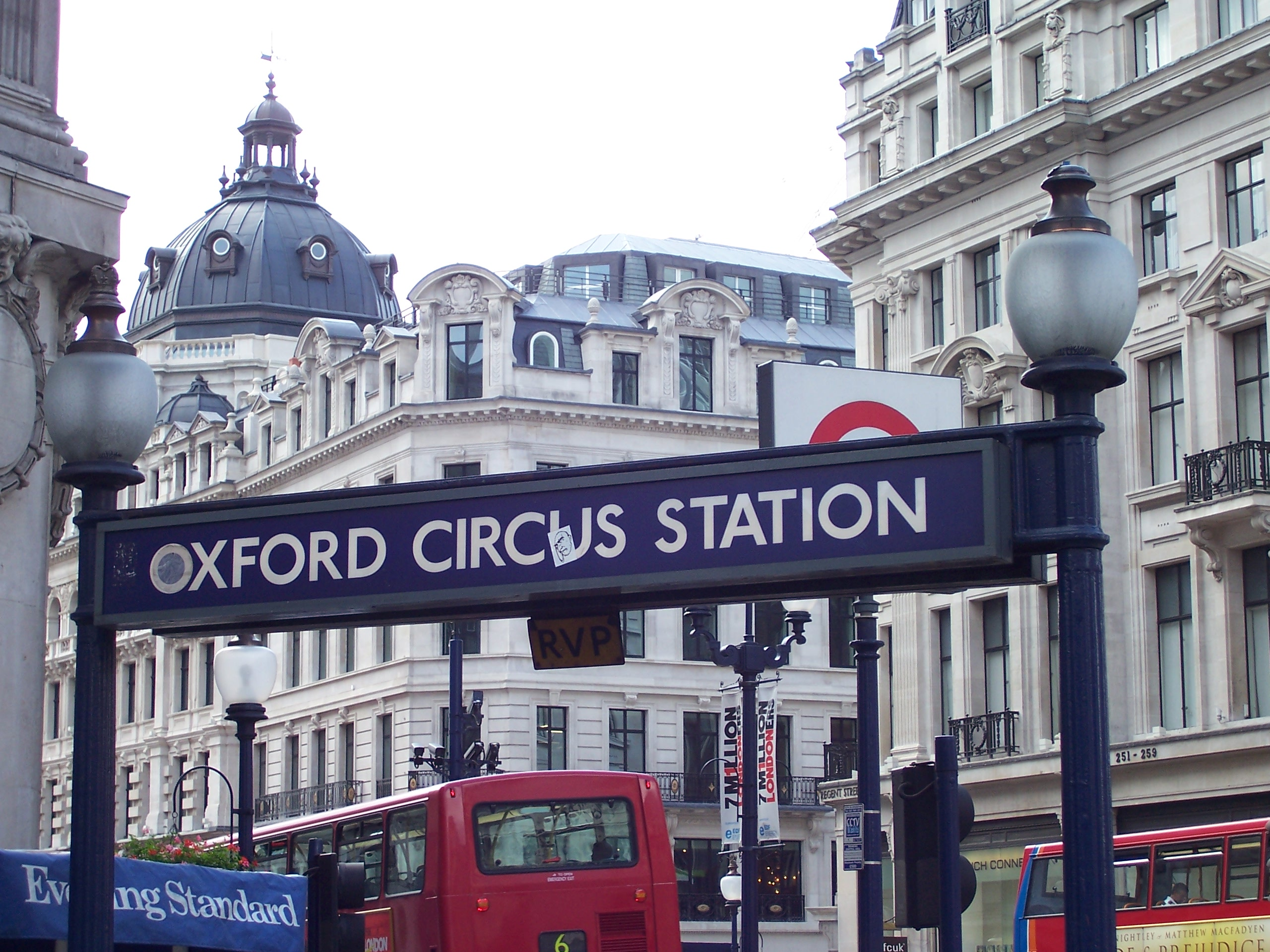
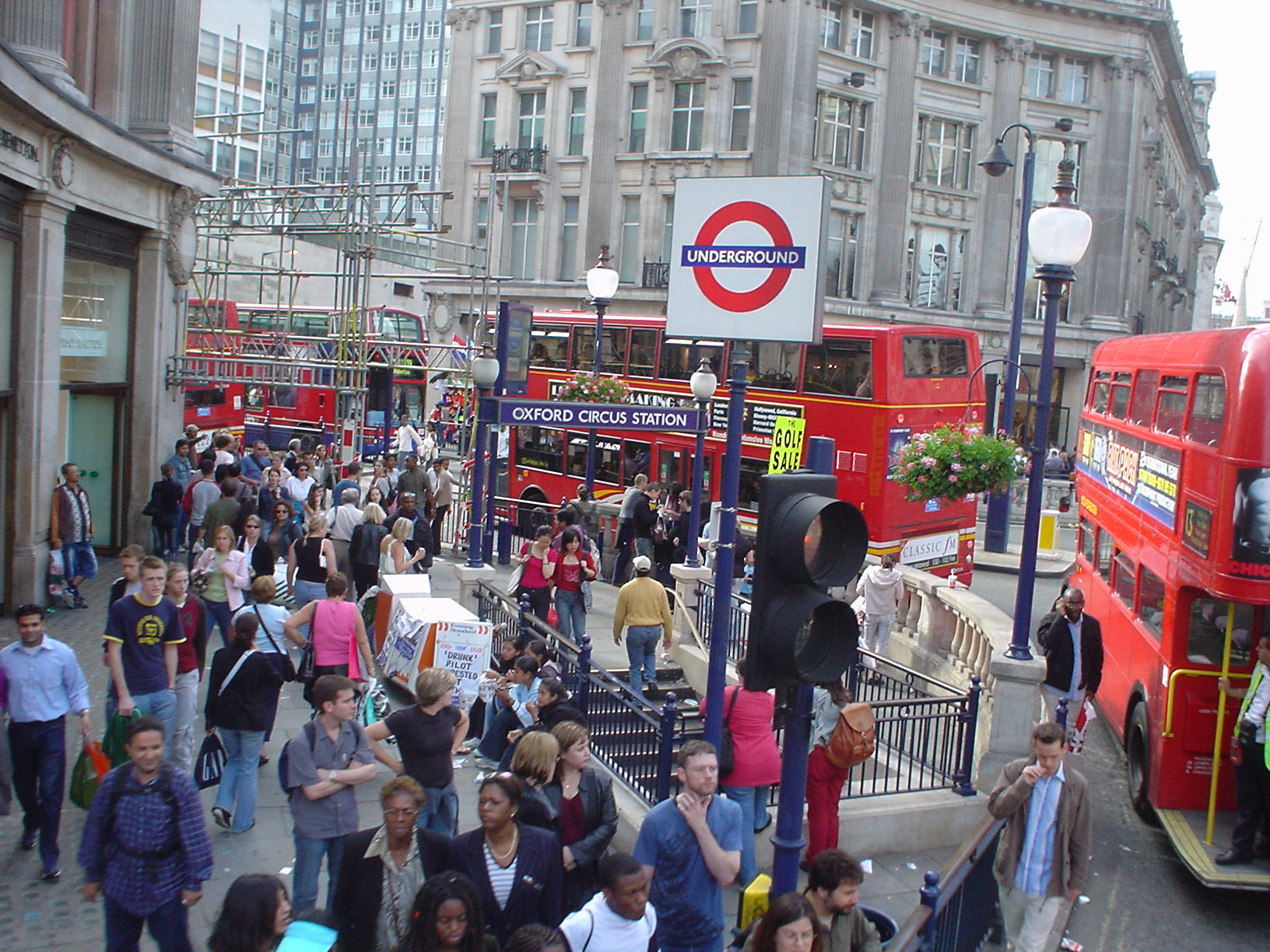
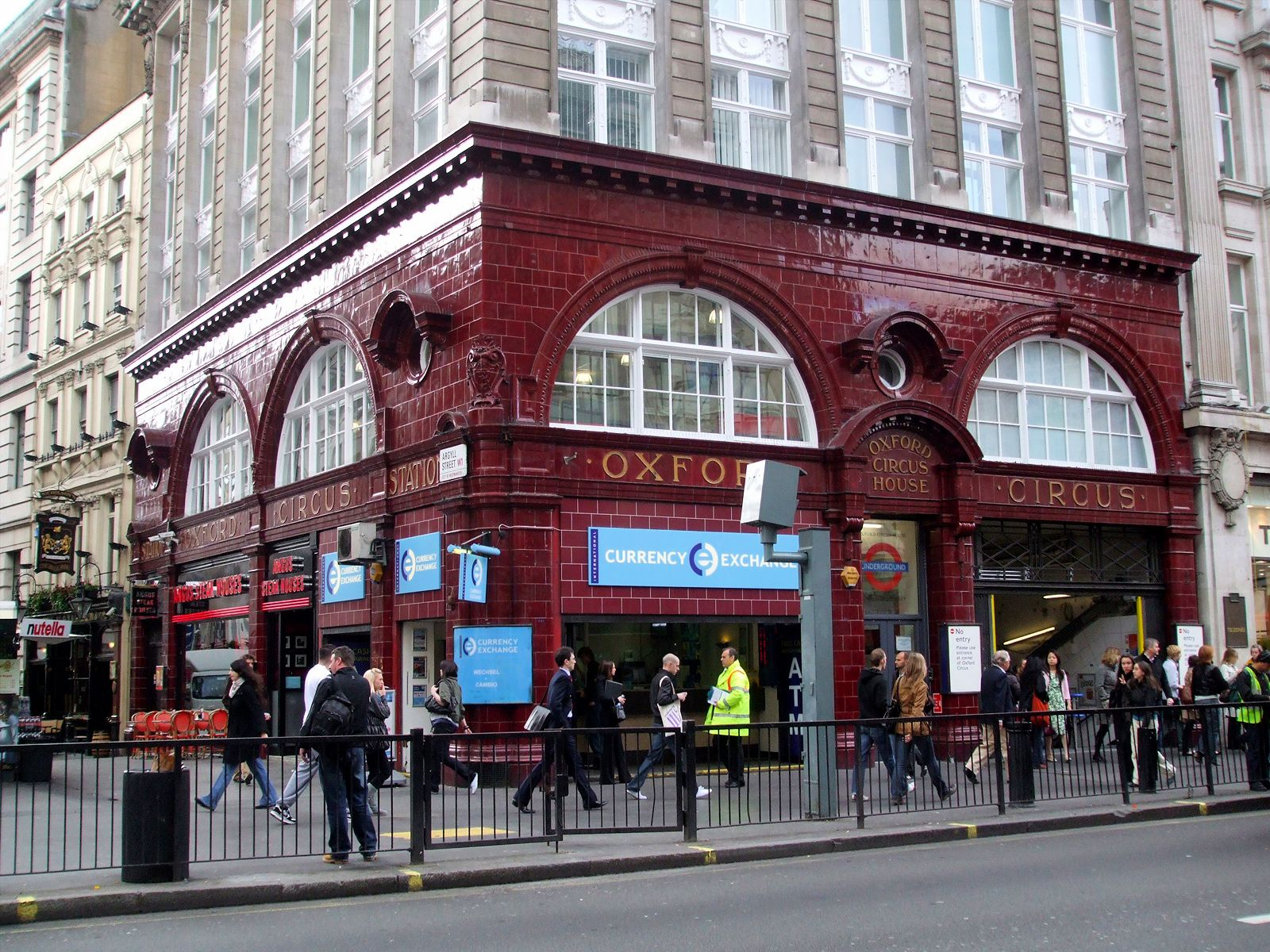
Entrébyggnad av Leslie Green.
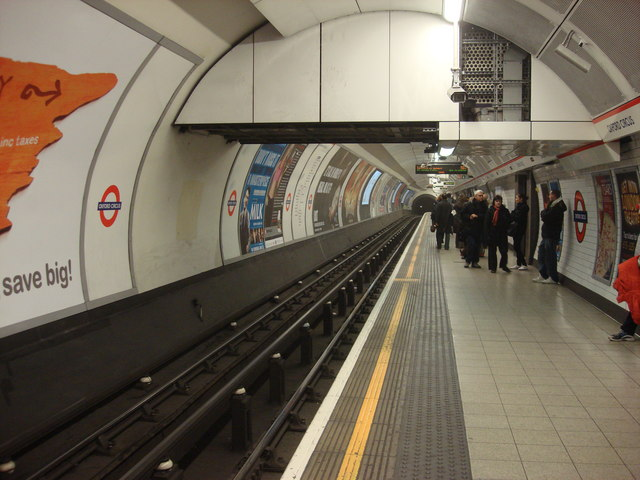
Central line
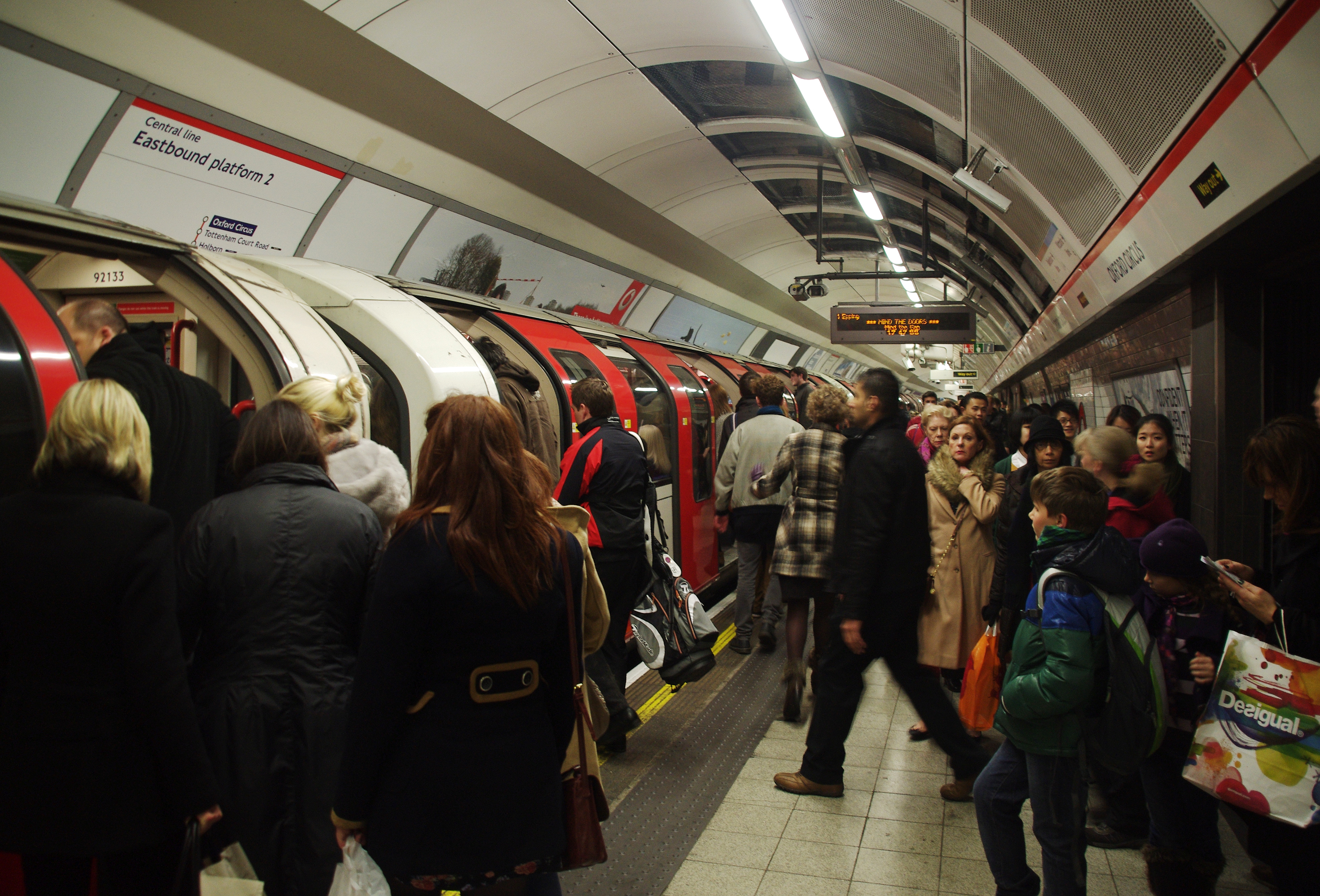
Central line
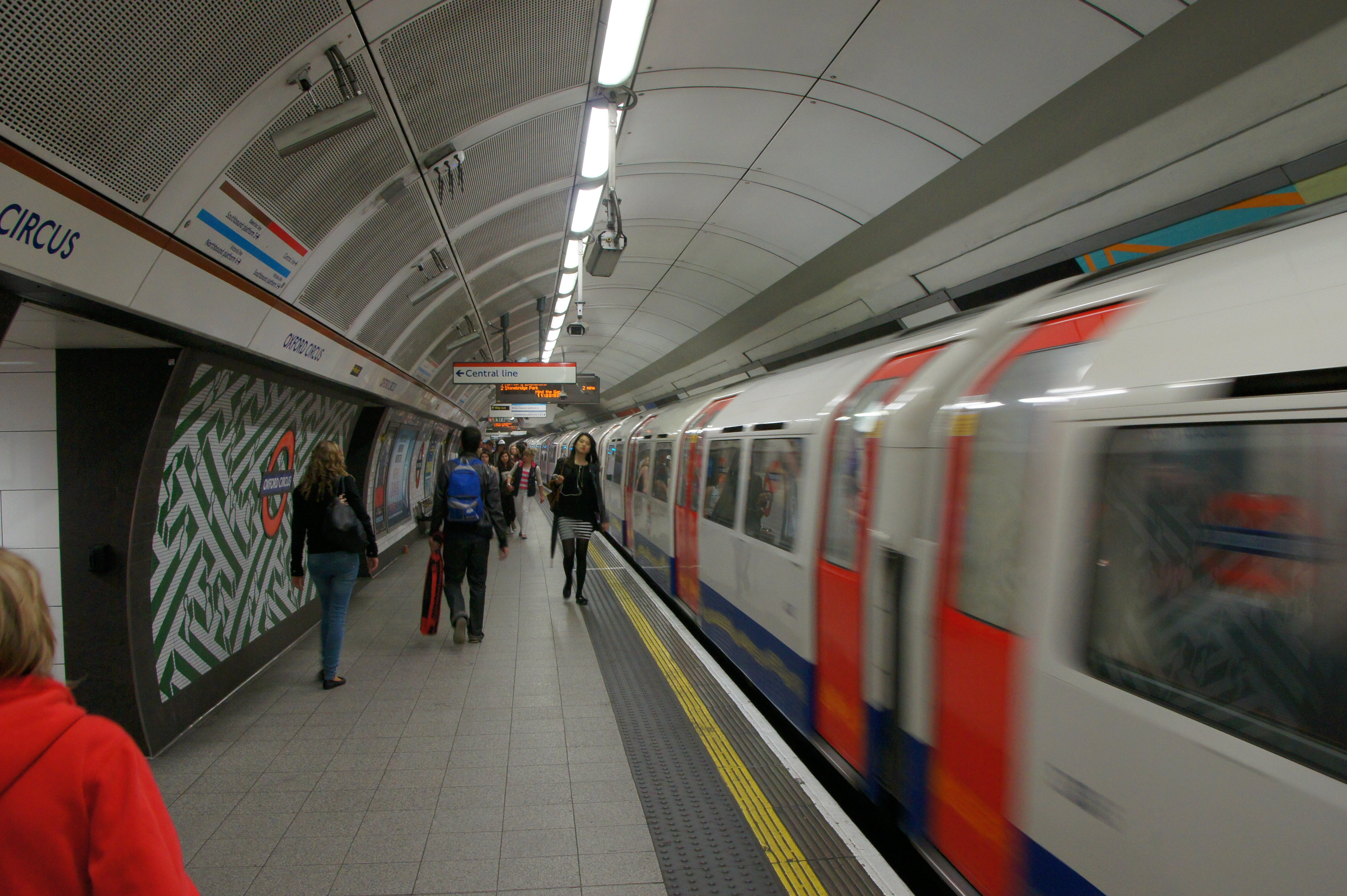
Bakerloo line
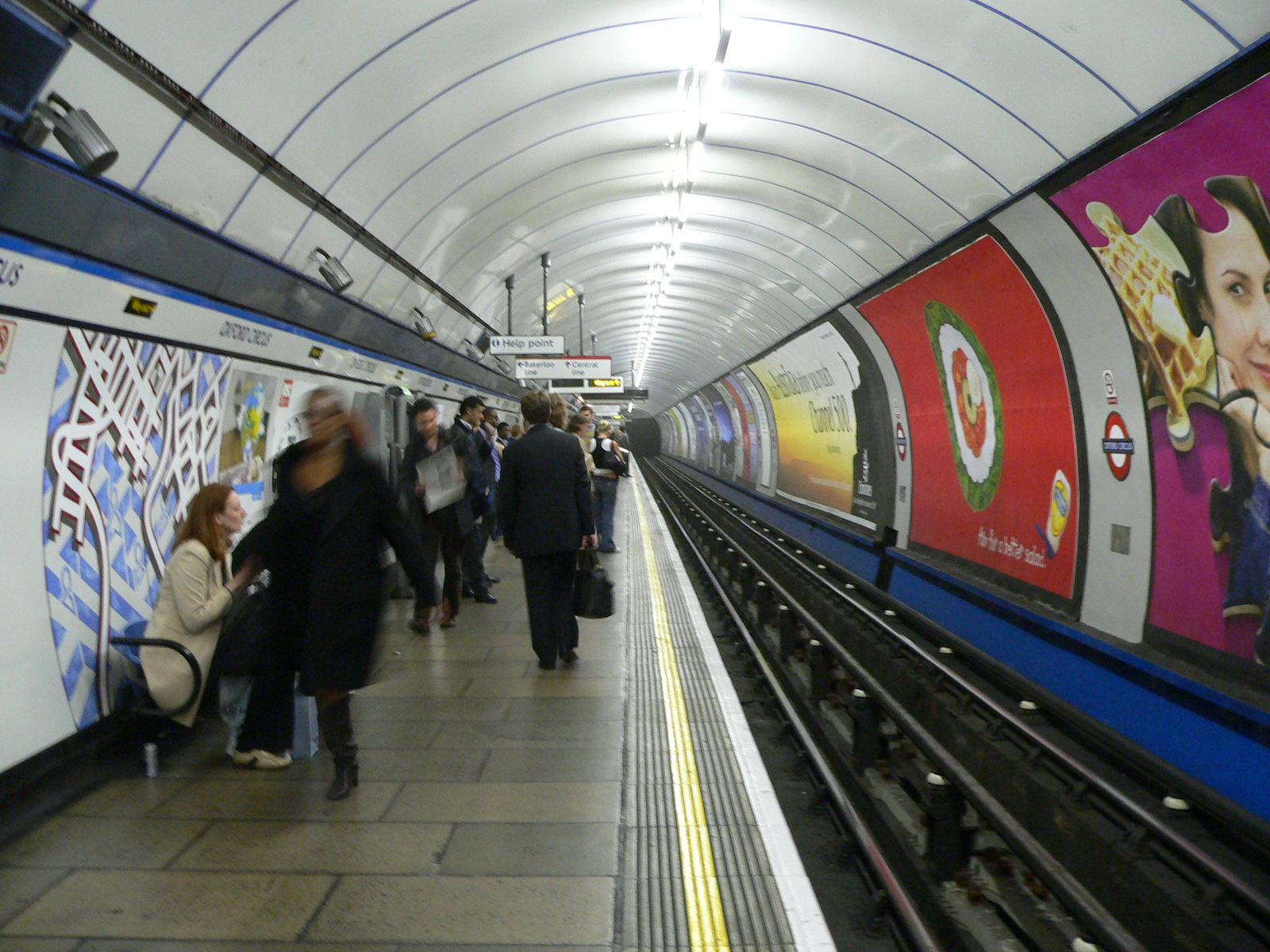
Victoria line